# La larga noche de Francisco Sanctis
La larga noche de Francisco Sanctis es una película argentina dramática de 2016 escrita, dirigida y producida por Francisco Márquez y Andrea Testa, siendo el primer largometraje de ficción de ambos realizadores. El guion está basado en el libro homónimo de Humberto Costantini, publicado en 1984. Está protagonizada por Diego Velázquez en el papel de Francisco Sanctis.
La película se estrenó en el marco del Buenos Aires Festival Internacional de Cine Independiente (BAFICI), donde compitió en la sección Competencia Internacional. Además participó en el Festival de Cannes 2016 en la selección oficial Una cierta mirada (Un Certain Regard).

## Sinopsis
En la ciudad de Buenos Aires en 1979 —durante la última dictadura cívico-militar argentina— Francisco Sanctis, un padre de familia tipo exento de la política y que busca pasar desapercibido en el medio del terrorismo de Estado imperante, se entera a través de una antigua conocida de que los militares buscan a una pareja de jóvenes que no conoce, y que él tiene la opción de avisarles para que huyan de su hogar. Francisco deberá decidir durante el transcurso de una noche si hace caso omiso de la situación que se le ha presentado o si arriesga su propia vida para salvar a dos personas.

## Reparto
- Diego Velázquez como Francisco Sanctis.
- Valeria Lois como Elena.
- Rafael Federman como Lucho.
- Laura Paredes como Angélica.
- Marcelo Subiotto como Perugia.
- Fiorela Duranda como Emilia.

## Producción
Parte de la financiación se dio a través de diversos concursos o fondos de participación donde la película resultó ganadora. Entre ellos se encuentran Concurso "Ópera Prima" INCAA y el Fondo Metropolitano 2015-2016.
Si bien el presupuesto alcanzado para hacer la película fue de 211 000 USD, distó mucho de los 408 000 USD que fija el Instituto Nacional de Cine y Artes Audiovisuales para hacer una producción cinematográfica en Argentina.

## Recepción
La cinta fue aclamada por la crítica. Diego Batlle, del diario La Nación, destacó la actuación del protagonista comentando: «Ominosa y alucinatoria sin necesidad de cargar las tintas, se trata de una película de climas, de sensaciones, de estados de ánimo con una impecable puesta en escena, una lograda reconstrucción de época y una notable actuación de Diego Velázquez como el típico antihéroe que está en el lugar equivocado en el momento justo.» Josefina Sartora, del portal Otros Cines, elogió no sólo la actuación del protagonista, sino del reparto en general. Dijo en su reseña: «Hace tiempo que venimos admirando la calidad de los actores de la escena argentina. Diego Velázquez confirma una vez más su ductilidad, en este caso para encarnar ese burgués pequeño pequeño con aire chaplinesco, cuya máscara de miedo y tensión no lo abandona jamás; Valeria Lois está maravillosa en esos diez minutos como informante (...) y Laura Paredes y Marcelo Subiotto también excelentes en dos secundarios.»

## Premios y nominaciones

### Participación en festivales de cine
| Festival                                                  | Fecha de evento           | Categoría         | Premio   |        |
| --------------------------------------------------------- | ------------------------- | ----------------- | -------- | ------ |
| Buenos Aires Festival Internacional de Cine Independiente | 13 al 24 de abril de 2016 | Mejor película    | Ganador  | [ 10 ] |
| Buenos Aires Festival Internacional de Cine Independiente | 13 al 24 de abril de 2016 | Mejor actor       | Ganador  | [ 10 ] |
| Buenos Aires Festival Internacional de Cine Independiente | 13 al 24 de abril de 2016 | Premio SIGNIS     | Ganador  | [ 11 ] |
| Buenos Aires Festival Internacional de Cine Independiente | 13 al 24 de abril de 2016 | Premio FEISAL     | Ganador  | [ 11 ] |
| Festival de Cannes                                        | 11 al 22 de mayo de 2016  | Un Certain Regard | Nominado | [ 12 ] |
| Festival de Cannes                                        | 11 al 22 de mayo de 2016  | Caméra d'or       | Nominado | [ 12 ] |